# Пурда
Пурда (пол. Purda, нім. Groß Purden) — село в Польщі, у гміні Пурда Ольштинського повіту Вармінсько-Мазурського воєводства.
Населення — 738 осіб (2011).
У 1975-1998 роках село належало до Ольштинського воєводства.

## Демографія
Демографічна структура станом на 31 березня 2011 року:
|          | Загалом | Допрацездатний вік | Працездатний вік | Постпрацездатний вік |
| -------- | ------- | ------------------ | ---------------- | -------------------- |
| Чоловіки | 370     | 78                 | 267              | 25                   |
| Жінки    | 368     | 61                 | 249              | 58                   |
| Разом    | 738     | 139                | 516              | 83                   |